# TT96
| T23 | F35 |

| T23 | F35 |

A TT96 ókori egyiptomi sír, Théba kormányzója és Ámon kertjeinek felügyelője, Szennofer és felesége, Merit számára készült Sejh Abd el-Kurna délkeleti részének felső részén, a mai Luxor városának nyugati partján. A XVIII. dinasztia idején, II. Amenhotep uralkodása alatt élt nagyhatalmú thébai nemes gyönyörű sírját a jellegzetes mennyezetdíszítése miatt „szőlősír”-nak is hívják.
A síregyüttes két részből áll, nagy nyitott udvarának hátsó homlokzata egy nagy kereszt alakú kápolnát rejt, amelynek szintén szépséges jelenetekkel festett falai sajnos erősen sérültek, állapota romos, balesetveszélyes, ezért ma zárva van a látogatók előtt. A szomszédos sírok (TT29, TT C3) feltárási munkáihoz raktárnak használják.
Az udvar bal oldalán egy nagyon meredek, ívben elhajló lépcsősor vezet a 12 méter mélyen fekvő apró előcsarnokba, ami szintén díszített. (Sajnos ez a helyiség egy 1994-ben bekövetkezett nagy esőzés vízbetörése miatt erősen károsodott.) A sírkamrának nem csak a formája, hanem díszítésének témái is eltérnek a XVIII. dinasztia korában megszokott ábrázolásoktól. A négyoszlopos sírkamrába egy nagyon alacsony ajtón léphetünk be, amit belül a falakon két fekvő Anubisz-sakál őriz egy szentélyen fekve. Nem csak a túlvilági élet vallásos jelenetei láthatóak itt, hanem a házaspár meghitt földi kapcsolatát, az egymáshoz való szeretet viszonyát tükrözik egyedülálló módon.
Mindezek ellenére a sírban valószínűleg temetkezésre mégsem került sor, az egyes feltételezések szerint – Szennofer magas rangjának és tekintélyének okán – a király engedélyezhette, hogy a Királyok völgyének egyik nem használt sírját (II. Amenhotep anyjának, Meritré-Hatsepszutnak készült KV42-t) használja végső nyughelyül.

## Replika sír
A Roemer und Pelizaeus-Museum egyiptomi kiállításán a németországi Hildesheimben egy eredeti méretű replika sír teljes pompájában mutatja be Szennofer és felesége sírját.
A replika 2017-ben Mannheimben volt megtekinthető az Egyiptom – A halhatatlanság országa kiállításon.

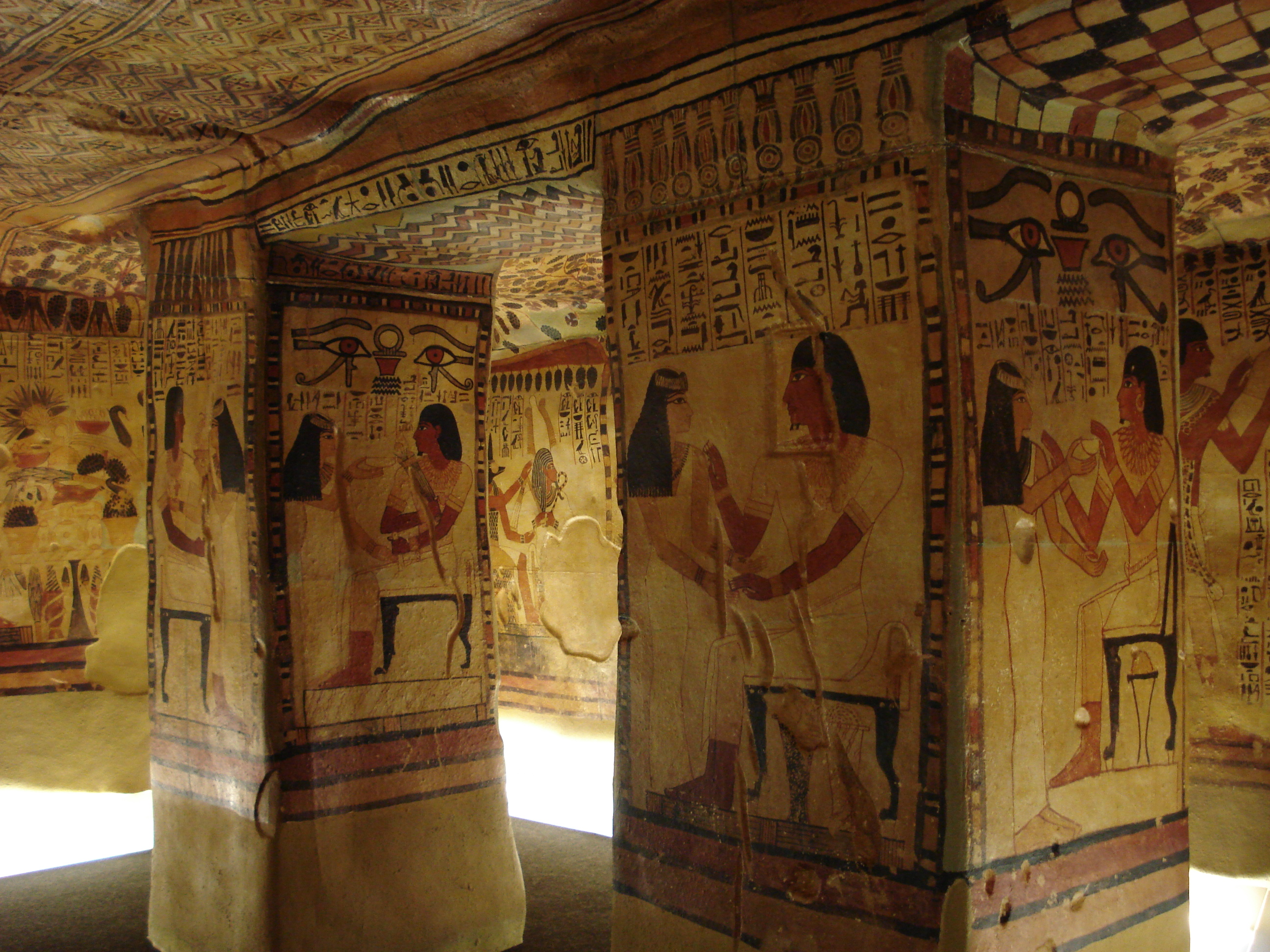
Kettő, a négyoszlopos sírkamrából
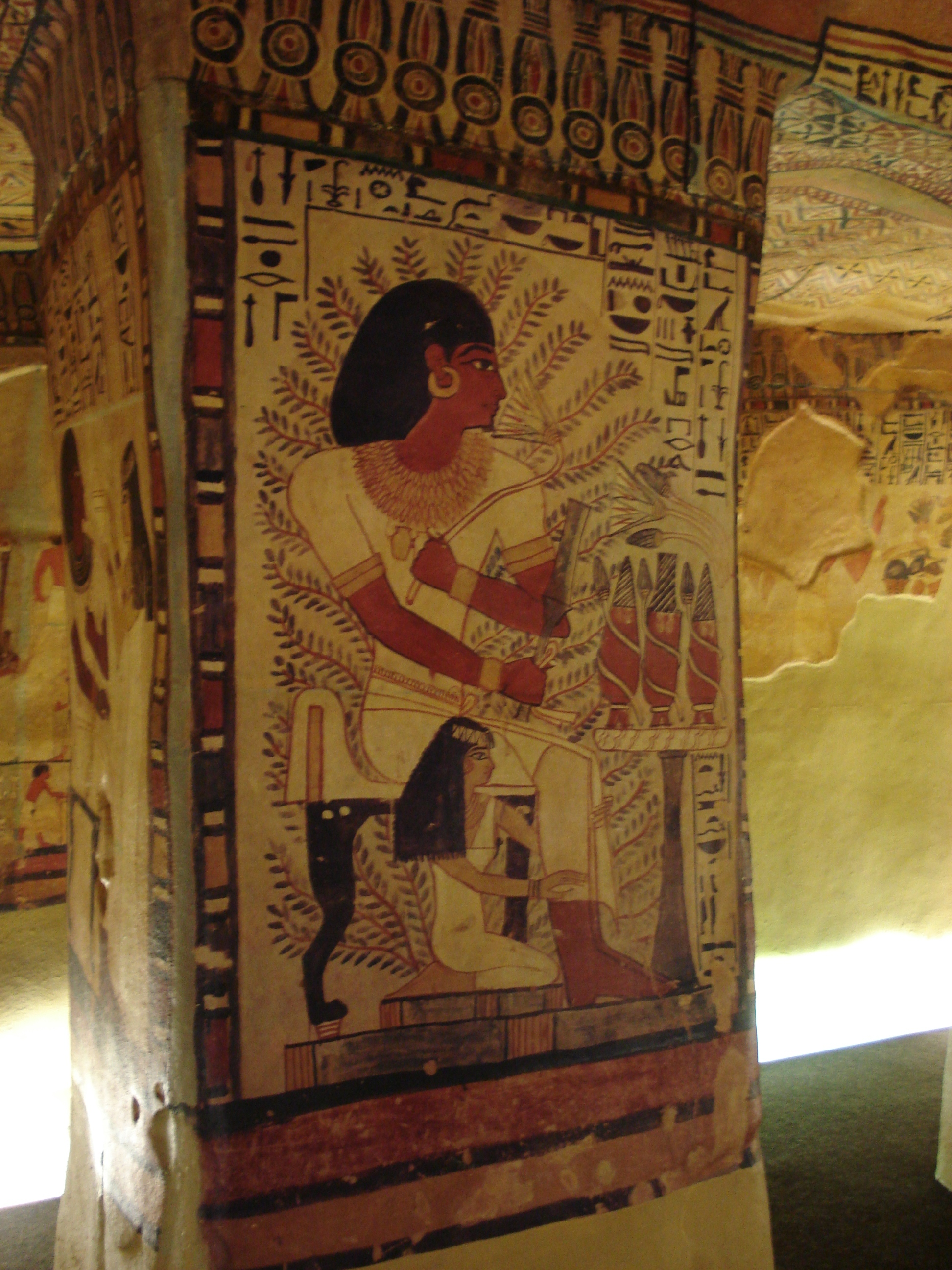
Szennofer és Merit egy perszea fa alatt ül
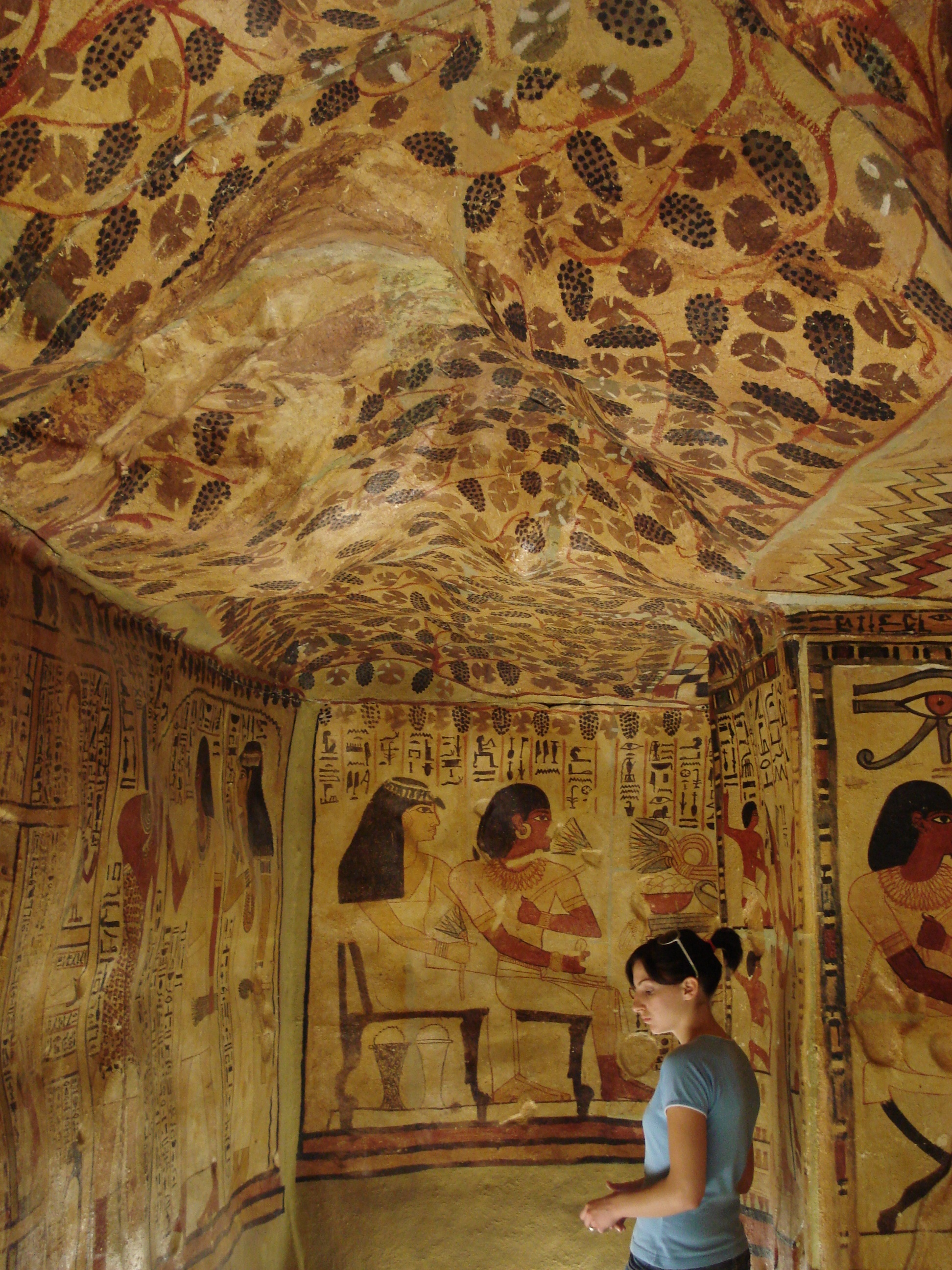
A mennyezet jellegzetes szőlős motívuma
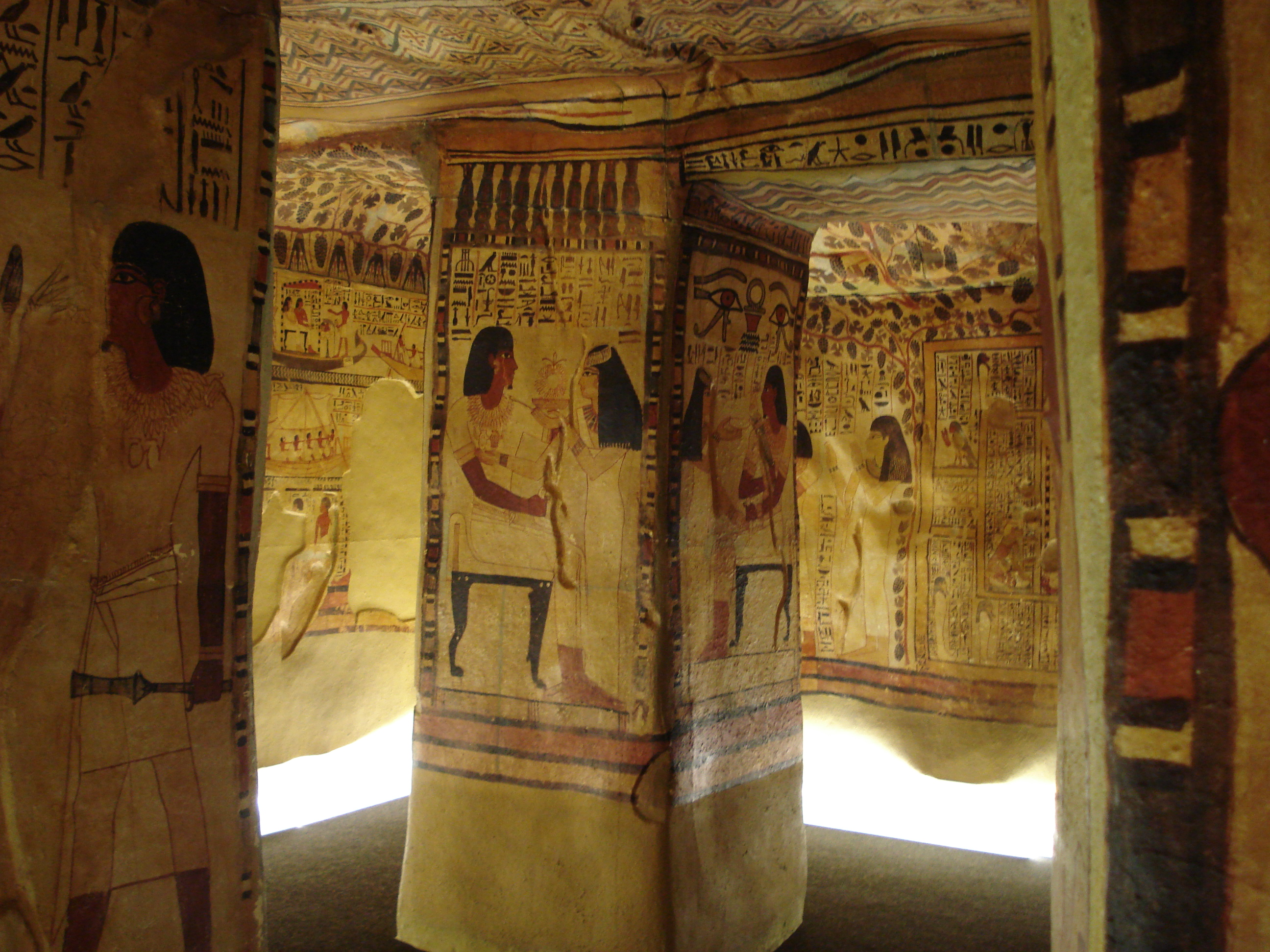
Az oszlopon Merit áldozatot ajánl fel Szennofernek
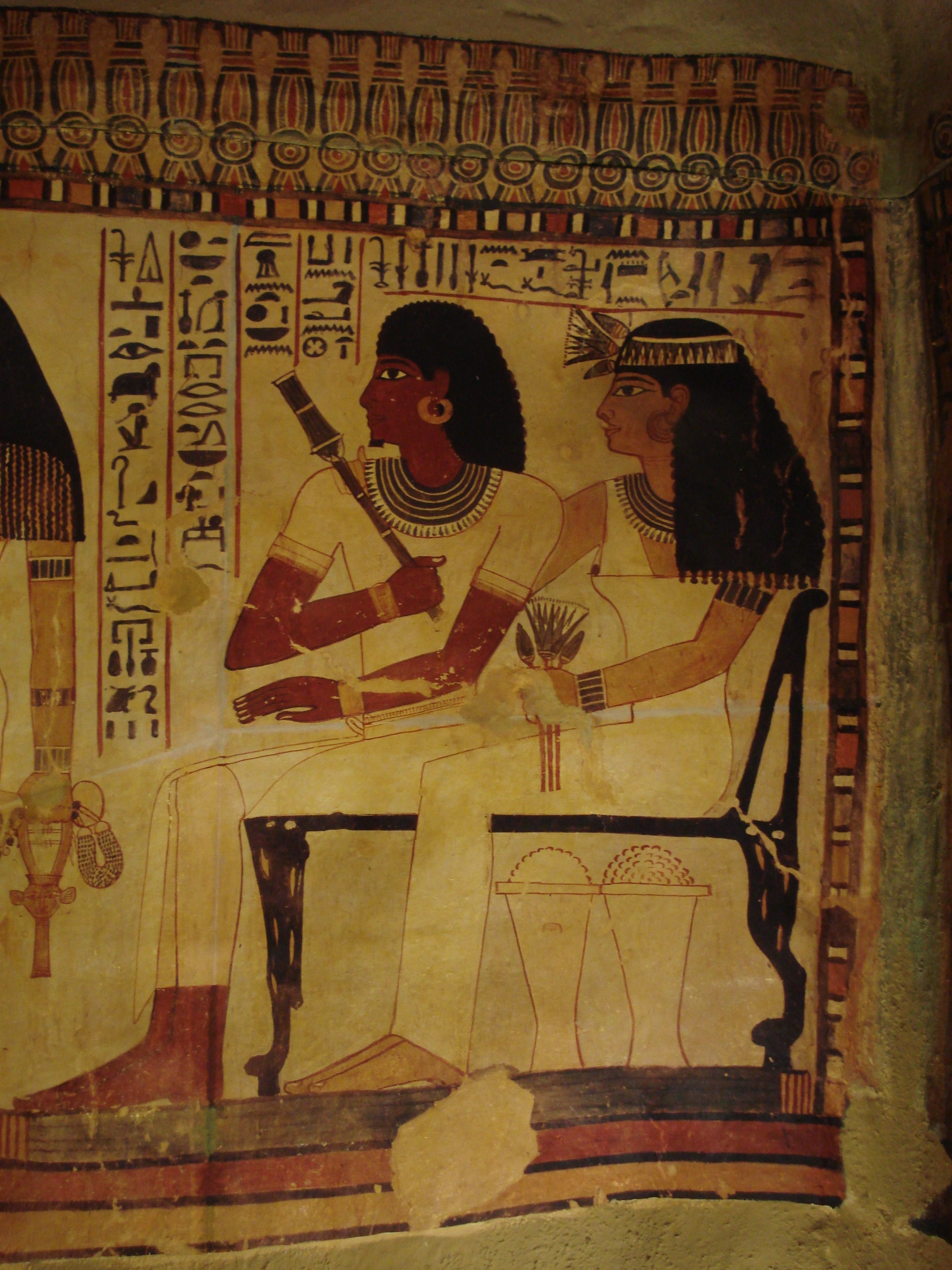
Szennofer és Merit a sírkamra bejárati oldalán

(A 3D-s képek megtekintéséhez vörös-cián szemüveg szükséges.)